# Josef Vacek
Josef Vacek (* 29. června 1959 Příbram) je český politik, v letech 2000 až 2008 zastupitel Středočeského kraje (z toho v letech 2004 až 2008 náměstek hejtmana), v letech 1991 až 2002 starosta města Příbrami, člen KDU-ČSL.

## Život
Vacek vystudoval Střední průmyslovou školu elektrotechnickou v Praze a později dálkově Katolickou teologickou fakultu Univerzity Karlovy v Praze, kde promoval v roce 2000. Pracoval jako elektromontér a technik. Základní vojenskou službu si odbyl u zvláštní jednotky beze zbraně, zapojil se do pořádání tzv. bytových seminářů a dalších aktivit příbramského disentu.
Vacek je ženatý, má dvě děti. Má rád literaturu a turistiku.

## Politické působení
V roce 1985 vstoupil do Československé strany lidové, od roku 1985 byl členem příbramského Městského národního výboru. Po Sametové revoluci 1989 se prosadil do celostátních orgánů lidové strany (1989-1992 byl členem Ústředního výboru ČSL). V listopadu 1991 byl zvolen starostou Příbrami a zůstal jím až do listopadu 2002, kdy ho nahradil Ivan Fuksa. V komunálních volbách v roce 2006 KDU-ČSL nezískala ani jedno křeslo a Vacek po 21 letech musel radnici opustit. O návrat se pokoušel ve volbách v roce 2010 jako člen KDU-ČSL na kandidátce Koalice KDU-ČSL, SZ, ale neuspěl. Ve volbách v roce 2014 vedl samostatnou kandidátku KDU-ČSL, do zastupitelstva se však nedostal.
V krajských volbách v roce 2000 byl zvolen jako člen KDU-ČSL na kandidátce Čtyřkoalice (tj. KDU-ČSL, US, DEU a ODA) zastupitelem Středočeského kraje. V roce 2002 se stal členem rady kraje. Ve volbách v roce 2004 obhájil mandát krajského zastupitele jako člen KDU-ČSL na kandidátce Koalice pro Středočeský kraj (tj. KDU-ČSL a US-DEU). V letech 2004 až 2008 vykonával funkci statutárního zástupce hejtmana Petra Bendla a jeho náměstka pro sociální věci, protidrogovou tematiku a národnostní menšiny. Ve volbách v roce 2008 byl lídrem Koalice pro Středočeský kraj (tj. KDU-ČSL a SNK-ED), uskupení však neuspělo a do zastupitelstva se nedostalo. Stejně tak neuspěl ve volbách v roce 2012, kdy kandidoval jako člen KDU-ČSL za uskupení Koalice KDU-ČSL, SNK ED a nezávislí kandidáti. V krajských volbách v roce 2016 byl ve Středočeském kraji lídrem společné kandidátky KDU-ČSL, SNK-ED a SZ pod názvem "Spolu pro kraj". Avšak neuspěl a zastupitelem se nestal.
V letech 2002 a 2008 kandidoval neúspěšně ve volbách do Senátu Parlamentu České republiky za obvod Příbram.